# Eisenbahnunfall von Pernink
| \| \| \| von Karlovy Vary dolní nádraží \| \| \| \| 26,202 \| Nové Hamry \| Nové Hamry \| \| \| 28,479 \| Nejdek-Tisová \| Nejdek-Tisová \| \| \| 31,193 \| Nejdek-Sejfy \| Nejdek-Sejfy \| \| \| 33,105 \| Nejdek-Oldřichov \| Nejdek-Oldřichov \| \| \| \| Wegübergang \| \| \| \| ~35,8 \| Unfallort \| Unfallort \| \| \| \| Viadukt Pernink \| \| \| \| 36,186 \| Pernink \| Pernink \| \| \| \| nach Johanngeorgenstadt \| \| |        |                                |                                |
| Strecke |        | von Karlovy Vary dolní nádraží | von Karlovy Vary dolní nádraží |
| Bahnhof | 26,202 | Nové Hamry                     | Nové Hamry                     |
| Haltepunkt / Haltestelle | 28,479 | Nejdek-Tisová                  | Nejdek-Tisová                  |
| Haltepunkt / Haltestelle | 31,193 | Nejdek-Sejfy                   | Nejdek-Sejfy                   |
| Haltepunkt / Haltestelle | 33,105 | Nejdek-Oldřichov               | Nejdek-Oldřichov               |
| Bahnübergang |        | Wegübergang                    | Wegübergang                    |
| | ~35,8  | Unfallort                      | Unfallort                      |
| Brücke |        | Viadukt Pernink                | Viadukt Pernink                |
| Bahnhof | 36,186 | Pernink                        | Pernink                        |
| Strecke |        | nach Johanngeorgenstadt        | nach Johanngeorgenstadt        |

Der Eisenbahnunfall von Pernink war ein Frontalzusammenstoß zwischen zwei Reisezügen auf der Bahnstrecke Karlovy Vary–Johanngeorgenstadt bei Pernink in Tschechien am 7. Juli 2020. Zwei Menschen kamen ums Leben, 24 weitere wurden teils schwer verletzt.

## Ausgangslage
Die regionale Bahn von Karlovy Vary dolní nádraží nach Johanngeorgenstadt ist eingleisig. Zugkreuzungen sind nur in den Bahnhöfen möglich. Die Streckengeschwindigkeit beträgt 60 km/h, zwischen Nové Hamry und Pernink sind wegen einiger enger Bögen lediglich 50 km/h zugelassen. Die Zugsicherung im Abschnitt Nejdek–Staatsgrenze erfolgt im Zugleitbetrieb nach Vorschrift D3. Sitz des Fahrdienstleiters ist der Bahnhof Nejdek, die Kommunikation mit dem Zugpersonal erfolgt mittels Zugfunk. Ein Zugbeeinflussungssystem, das beim Überfahren eines Halt zeigenden Signals eine Zwangsbremsung auslöst, existiert nicht.
Der Personenzug Os 17113 der České dráhy (ČD) war von Johanngeorgenstadt nach Karlovy Vary dolní nádraží unterwegs. Im Bahnhof Pernink sollte dieser Zug um 15.08  Uhr planmäßig mit dem Personenzug Os 17110 von Karlovy Vary dolní nádraží nach Johanngeorgenstadt kreuzen. Der Personenzug von Johanngeorgenstadt verkehrte pünktlich, dagegen hatte der entgegenkommende Personenzug von Karlovy Vary dolní nádraží eine Verspätung von einigen Minuten. Beide Züge waren einschließlich des Zugpersonals mit 33 Personen besetzt. Die Kreuzung zwischen beiden Zügen findet nur von Montag bis Freitag in Pernink statt, an Wochenenden und Feiertagen hat der Zug von Karlovy Vary dolní nádraží eine spätere Fahrplanlage und die Züge kreuzen in Nové Hamry. 
Der Personenzug Os 17113 nach Karlovy Vary dolní nádraží war mit dem zweiteiligen Dieseltriebwagen 844 005 geführt. Der Personenzug Os 17113 nach Johanngeorgenstadt bestand aus dem Triebwagen 814 034, dessen Steuerwagen voranlief.

## Unfallhergang

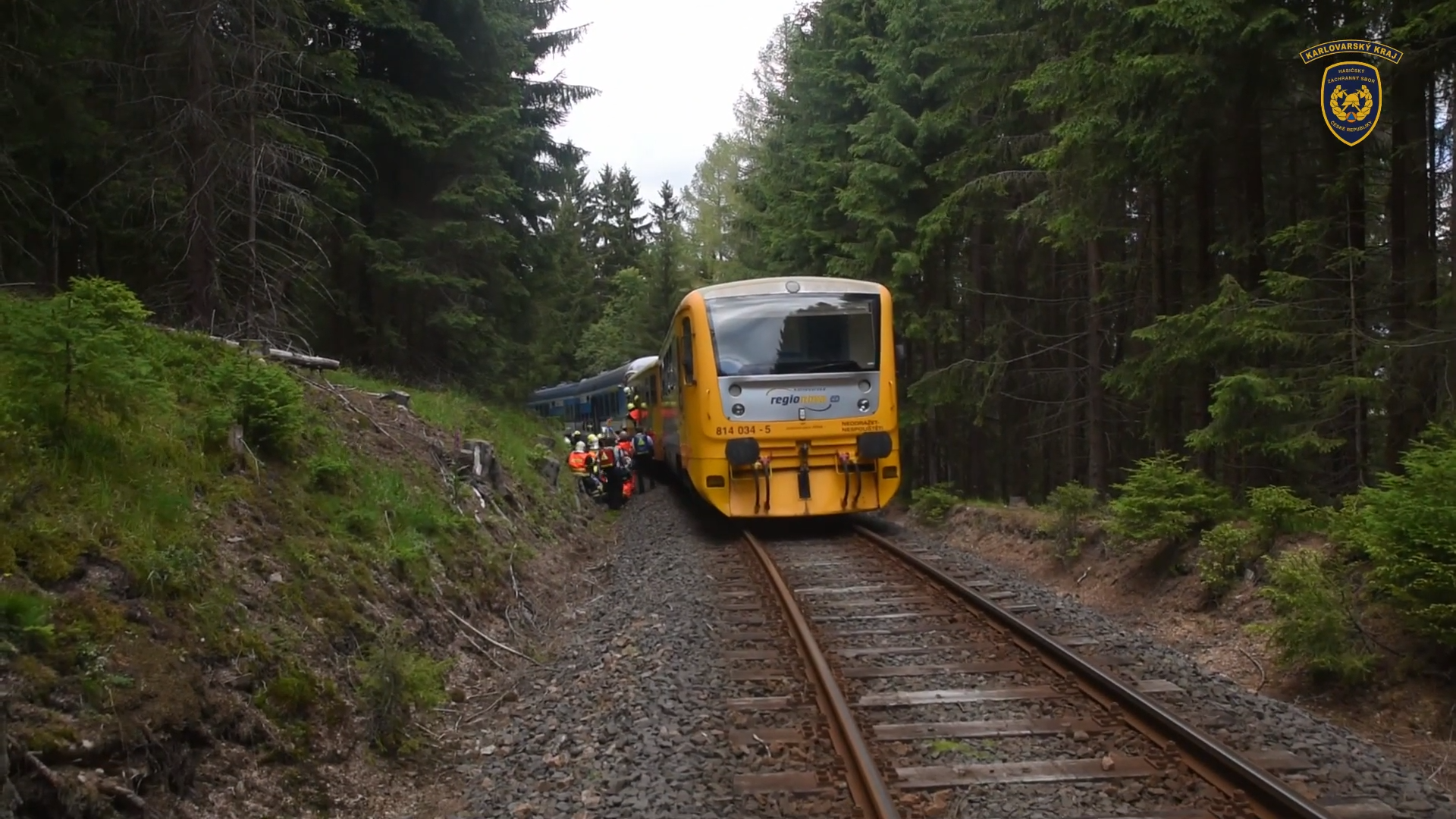
Die Personenzüge stießen am Bahnkilometer 35,8 der Strecke Karlovy Vary dolní nádraží–Johanngeorgenstadt frontal zusammen.

Der Triebfahrzeugführer des Personenzuges Os 17113 von Johanngeorgenstadt nach Karlovy Vary dolní nádraží wartete die planmäßige Zugkreuzung in Pernink nicht ab, sondern fuhr ohne die vorgeschriebene Zuglaufmeldung in den noch mit dem entgegenkommenden Personenzug Os 71110 besetzten Zugmeldeabschnitt Nové Hamry–Pernink ein. In einem unübersichtlichen Gleisbogen etwa 600 Meter nach dem Bahnhof Pernink kam es um 15.10 Uhr nahezu ungebremst zum Frontalzusammenstoß. Der Triebwagen der Reihe 644 schob den leichteren 814 noch zwölf Meter in die Gegenrichtung, ohne dass die Fahrzeuge entgleisten.

## Folgen

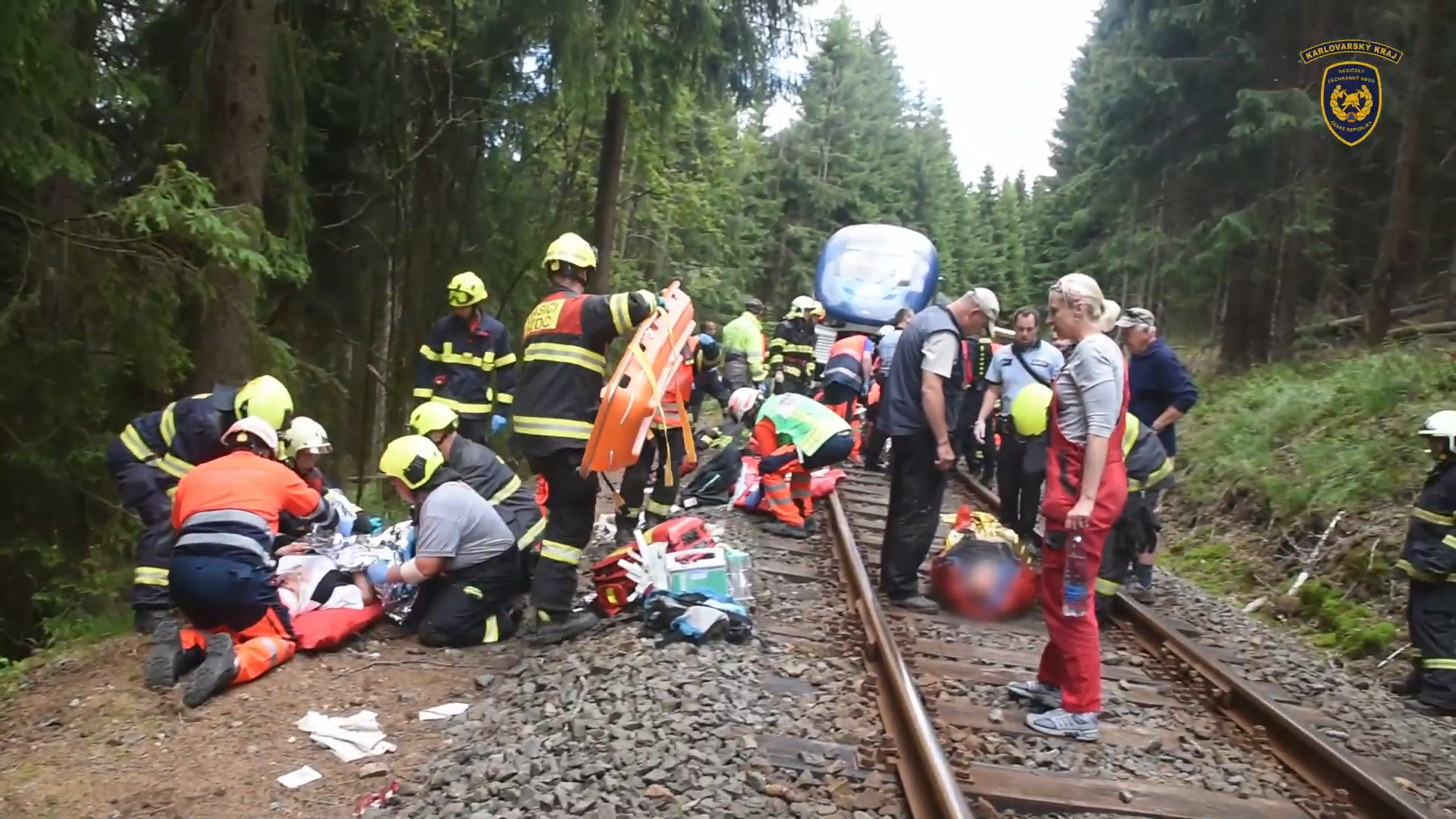
Tschechische Rettungskräfte leisten Erste Hilfe vor Ort. Die Unfallstelle war nur über den Bahnkörper zugängig.

Beim Aufprall wurden insbesondere die Führerstände zertrümmert, während die Kastenstruktur der Wagen intakt blieb. Tödlich verletzt wurden zwei Reisende, darunter ein deutscher Staatsbürger. Weitere neun Menschen wurden schwer und 15 leicht verletzt. Die Triebfahrzeugführer beider Züge flüchteten kurz vor dem Zusammenprall in die Fahrgasträume und überlebten ohne nennenswerte Verletzungen. 
Die Rettungsleitstelle der Region Karlsbad aktivierte den sogenannten „Traumaplan“. Alarmiert wurden auch deutsche Rettungskräfte aus dem benachbarten Erzgebirgskreis. Rettungshubschrauber flogen Schwerverletzte in Krankenhäuser in Karlsbad, Pilsen, Zwickau und Erlabrunn. Der Triebfahrzeugführer des unfallverursachenden Zuges wurde von Rettungskräften außerhalb seines Zuges neben dem Gleis im Schockzustand vorgefunden. Er wurde noch vor Ort von der Polizei festgenommen. Ihm drohen bis zu zehn Jahre Haft.
Der tschechische Verkehrsminister Karel Havlíček und der Leiter der staatlichen Infrastrukturverwaltung Jiří Svoboda begaben sich von Prag unverzüglich zum Unfallort und informierten sich über das Geschehene.
Der entstandene Sachschaden an den Fahrzeugen wurde zunächst auf etwa 20 Millionen Kronen geschätzt. Am Morgen des Folgetages war die Unfallstelle geräumt und der Zugverkehr wurde wieder aufgenommen.
Der Unfall löste eine umfassende Diskussion über die Sicherheit tschechischer Bahnstrecken aus. In letzter Konsequenz beschloss die staatliche Infrastrukturverwaltung die zeitnahe, flächendeckende Nachrüstung regionaler Bahnen mit einer vereinfachten Zugbeeinflussung auf Basis von ETCS Level 1 und Eurobalisen. Als erste Strecken sollen ab 2021 die Verbindungen Havlíčkův Brod–Humpolec und Trutnov střed–Teplice nad Metují mit ETCS L1 LS Regional ausgestattet werden.